# Notre-Dame-de-Livoye
Pour les articles homonymes, voir Notre-Dame.
Ne doit pas être confondu avec Notre-Dame-de-Livaye.
Notre-Dame-de-Livoye est une commune française, située dans le département de la Manche en région Normandie, peuplée de 166 habitants.

## Géographie

### Hydrographie
La commune est située dans le bassin Seine-Normandie. Elle est drainée par le Bieu, le ruisseau du Pont Davy, le ruisseau de Saint-Georges et un autre petit cours d'eau,.
Le Bieu, d'une longueur de 15 km, prend sa source dans la commune de La Chapelle-Cécelin et se jette  dans la Sée à Vernix, après avoir traversé dix communes. 

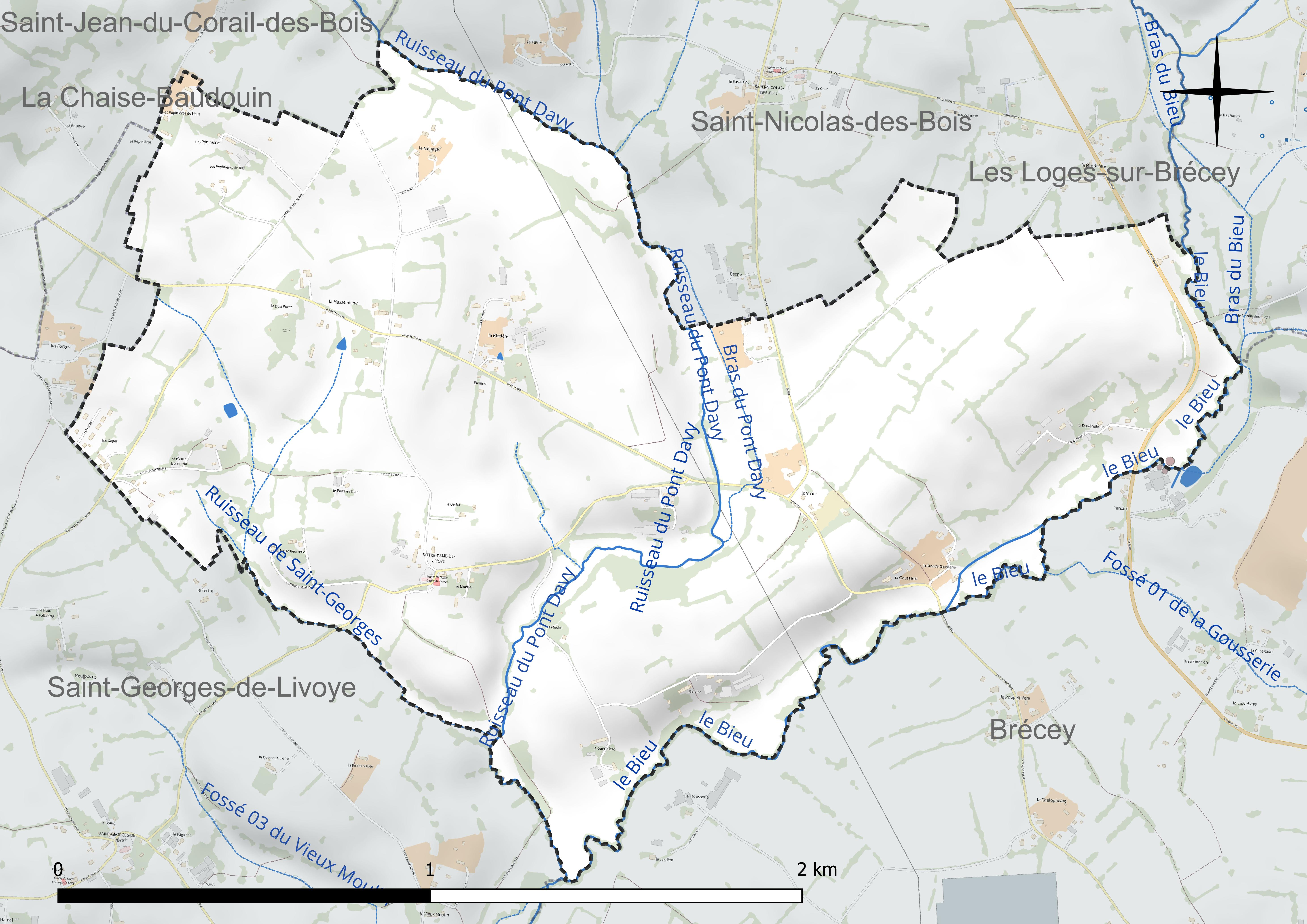
Réseau hydrographique de Notre-Dame-de-Livoye.

### Climat
Pour des articles plus généraux, voir Climat de la Normandie et Climat de la Manche.
En 2010, le climat de la commune est de type climat océanique franc, selon une étude du CNRS s'appuyant sur une série de données couvrant la période 1971-2000. En 2020, Météo-France publie une typologie des climats de la France métropolitaine dans laquelle la commune est exposée à un climat océanique et est dans la région climatique  Normandie (Cotentin, Orne), caractérisée par une pluviométrie relativement élevée (850 mm/a) et un été frais (15,5 °C) et venté. Parallèlement le GIEC normand, un groupe régional d’experts sur le climat, différencie quant à lui, dans une étude de 2020, trois grands types de climats pour la région Normandie, nuancés à une échelle plus fine par les facteurs géographiques locaux. La commune est, selon ce zonage, exposée à un « climat contrasté des collines », correspondant au Bocage normand, bien arrosé, voire très arrosé sur les reliefs les plus exposés au flux d’ouest, et frais en raison de l’altitude.
Pour la période 1971-2000, la température annuelle moyenne est de 10,8 °C, avec une amplitude thermique annuelle de 11,9 °C. Le cumul annuel moyen de précipitations est de 970 mm, avec 13,9 jours de précipitations en janvier et 8,8 jours en juillet. Pour la période 1991-2020, la température moyenne annuelle observée sur la station météorologique la plus proche, située sur la commune de Saint-Hilaire-du-Harcouët à 20 km à vol d'oiseau, est de 11,5 °C et le cumul annuel moyen de précipitations est de 929,5 mm,. Pour l'avenir, les paramètres climatiques de la commune estimés pour 2050 selon différents scénarios d’émission de gaz à effet de serre sont consultables sur un site dédié publié par Météo-France en novembre 2022.

## Urbanisme

### Typologie
Au 1er janvier 2024, Notre-Dame-de-Livoye est catégorisée commune rurale à habitat très dispersé, selon la nouvelle grille communale de densité à sept niveaux définie par l'Insee en 2022.
Elle est située hors unité urbaine et hors attraction des villes,.

### Occupation des sols
L'occupation des sols de la commune, telle qu'elle ressort de la base de données européenne d’occupation biophysique des sols Corine Land Cover (CLC), est marquée par l'importance des territoires agricoles (100 % en 2018), une proportion identique à celle de 1990 (100 %). La répartition détaillée en 2018 est la suivante : prairies (58,4 %), zones agricoles hétérogènes (41,6 %). L'évolution de l’occupation des sols de la commune et de ses infrastructures peut être observée sur les différentes représentations cartographiques du territoire : la carte de Cassini (XVIIIe siècle), la carte d'état-major (1820-1866) et les cartes ou photos aériennes de l'IGN pour la période actuelle (1950 à aujourd'hui).

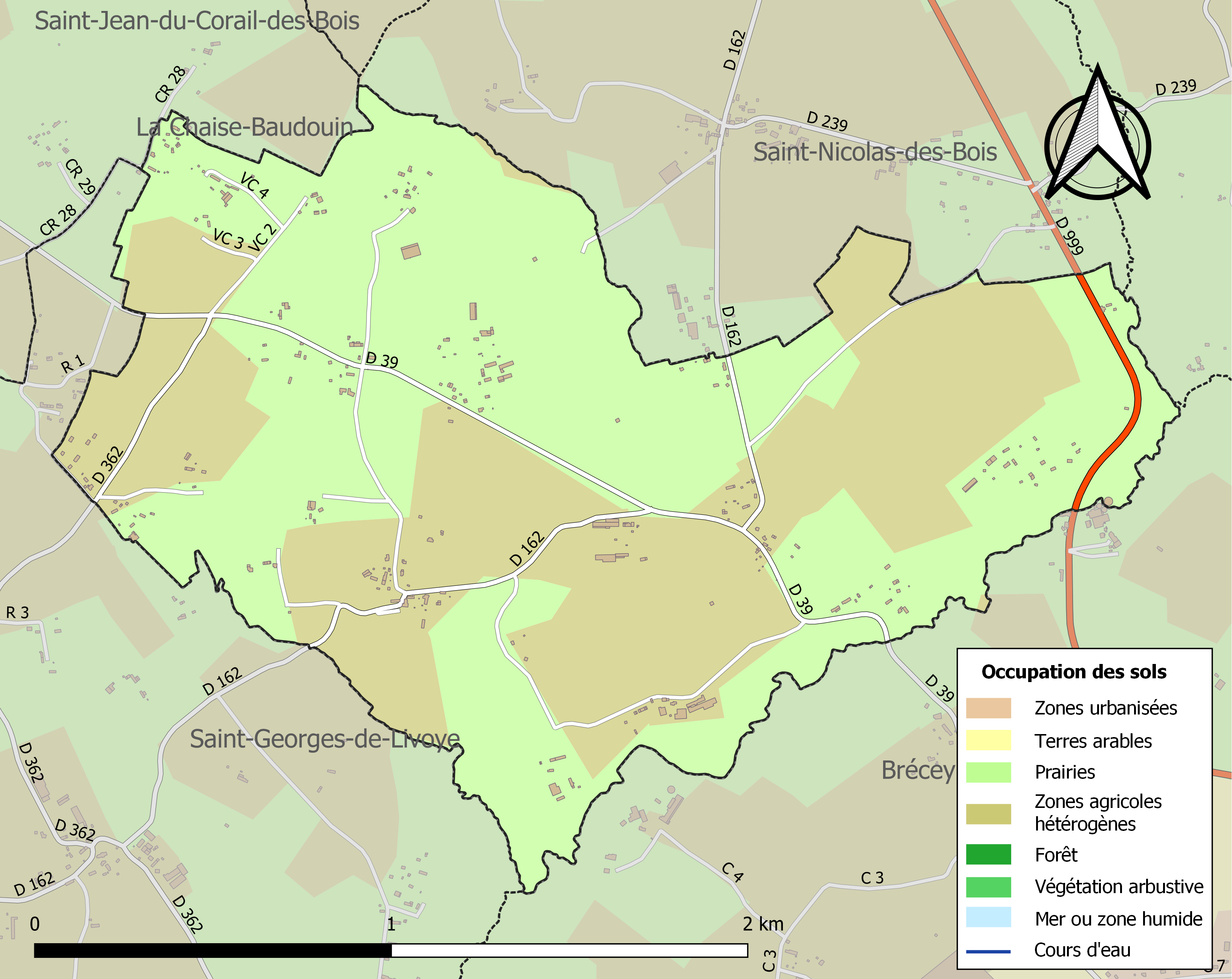
Carte des infrastructures et de l'occupation des sols de la commune en 2018 (CLC).

## Toponymie
Le nom de la localité est attesté sous les formes Sancta-Maria-de-Liveto au XIVe siècle, Notre Dame de Livoye en 1793, Livoye (Notre-Dame-de) en 1801.
Le vocable Notre-Dame (Marie, mère de Jésus) est partagé par plus de cinquante communes ou anciennes communes françaises, dont la moitié dans les cinq départements normands.
Fausse graphie pour L'Ivoye, qui repose sur le latin ivu « if », suivi du suffixe latin -eta évoquant la présence. D'où : « la terre plantée d'ifs ».

## Histoire
Le territoire de la commune a été occupé à une époque ancienne comme l'atteste la découverte en 1851 à la suite de fouilles au Carrefour de la Mare-aux-pourçets d'objets datant de l'âge du bronze, dont une douzaine de haches à douilles et d'un pendentif de 13 × 7 cm.
Au XVIe siècle, Guillaume Gombert, noble et grand laquais du roi sous Charles IX et Henri III est sieur de Livoye. Il s'opposa aux protestants et participa à la Saint-Barthélemy. Au XVIIIe siècle, Claude-François Angélique de La Huppe, frère aîné de Jean-Jacques de Larturière, dit « Bellavidès », hérita des terres familiales de Notre-Dame-de-Livoye et de Malaize dont il prit le nom.

## Politique et administration

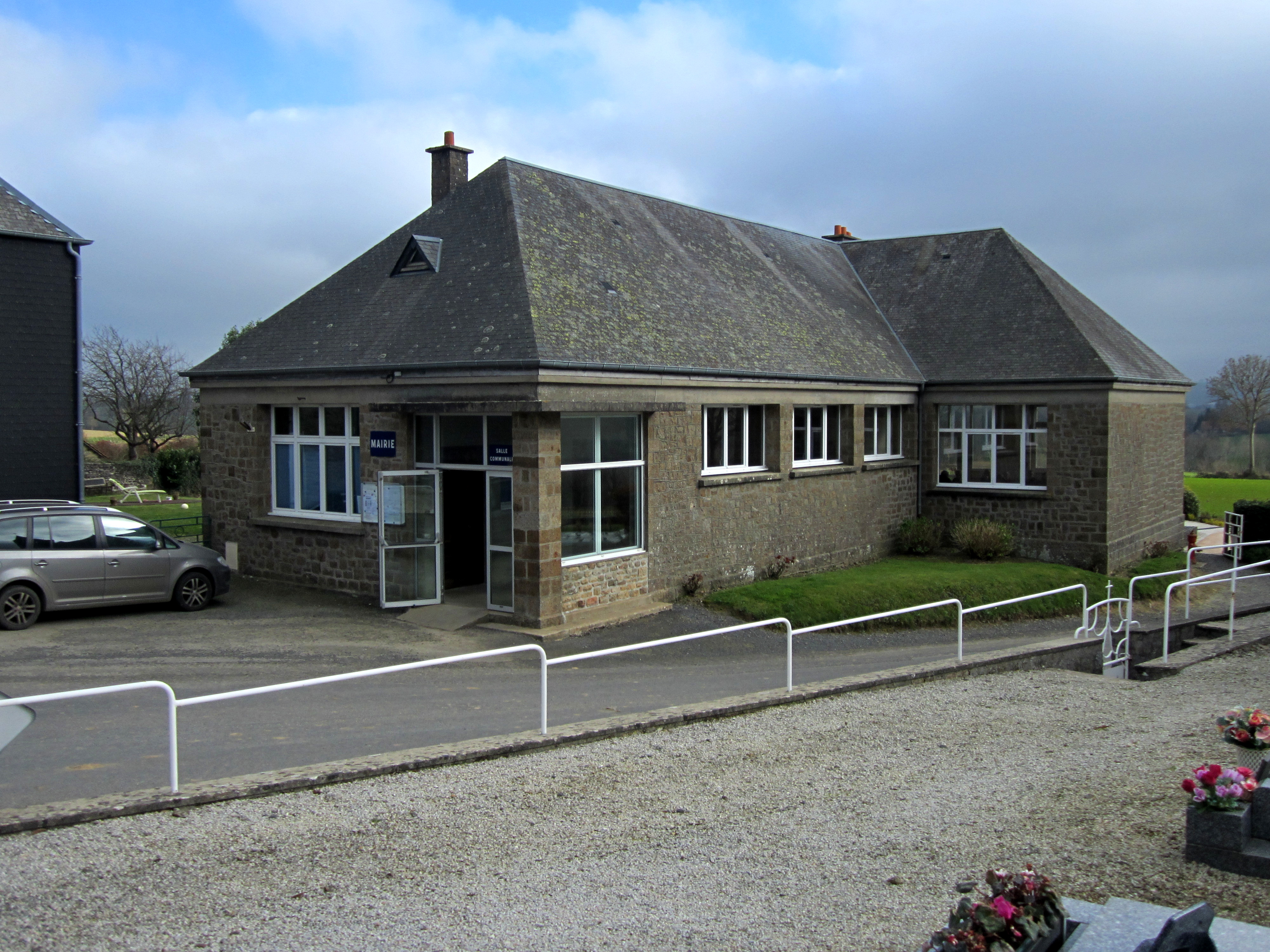
Mairie.

| Période                                  | Période   | Identité       | Étiquette | Qualité          |
| ---------------------------------------- | --------- | -------------- | --------- | ---------------- |
| 1983                                     | mars 2008 | Roland Debon   |           | Agriculteur      |
| mars 2008                                | En cours  | Olivier Pjanic |           | Cadre commercial |
| Les données manquantes sont à compléter. |           |                |           |                  |

## Démographie
L'évolution du nombre d'habitants est connue à travers les recensements de la population effectués dans la commune depuis 1793. Pour les communes de moins de 10 000 habitants, une enquête de recensement portant sur toute la population est réalisée tous les cinq ans, les populations de référence des années intermédiaires étant quant à elles estimées par interpolation ou extrapolation. Pour la commune, le premier recensement exhaustif entrant dans le cadre du nouveau dispositif a été réalisé en 2004.
En 2022, la commune comptait 166 habitants, en évolution de +17,73 % par rapport à 2016 (Manche : −0,31 %, France hors Mayotte : +2,11 %).
| 1793 | 1800 | 1806 | 1821 | 1831 | 1836 | 1841 | 1846 | 1851 |
| ---- | ---- | ---- | ---- | ---- | ---- | ---- | ---- | ---- |
| 233  | 238  | 235  | 326  | 365  | 312  | 273  | 271  | 301  |

| 1856 | 1861 | 1866 | 1872 | 1876 | 1881 | 1886 | 1891 | 1896 |
| ---- | ---- | ---- | ---- | ---- | ---- | ---- | ---- | ---- |
| 285  | 274  | 287  | 270  | 262  | 252  | 262  | 238  | 211  |

| 1901 | 1906 | 1911 | 1921 | 1926 | 1931 | 1936 | 1946 | 1954 |
| ---- | ---- | ---- | ---- | ---- | ---- | ---- | ---- | ---- |
| 224  | 222  | 205  | 194  | 191  | 218  | 207  | 212  | 199  |

| 1962 | 1968 | 1975 | 1982 | 1990 | 1999 | 2004 | 2006 | 2009 |
| ---- | ---- | ---- | ---- | ---- | ---- | ---- | ---- | ---- |
| 170  | 142  | 134  | 124  | 110  | 122  | 114  | 113  | 125  |

| 2014 | 2019 | 2022 | - | - | - | - | - | - |
| ---- | ---- | ---- | - | - | - | - | - | - |
| 134  | 159  | 166  | - | - | - | - | - | - |

## Lieux et monuments
- Église Notre-Dame de l'Assomption (XVIe – XVIIIe siècle). Elle abrite un maître-autel (XVIIe-XVIIIe), un siège de célébrant (1749), un autel secondaire (XIXe), une chaire à prêcher (XIXe)[19].
- Croix de cimetière (1636), croix de chemin de la Masselinière (1659).

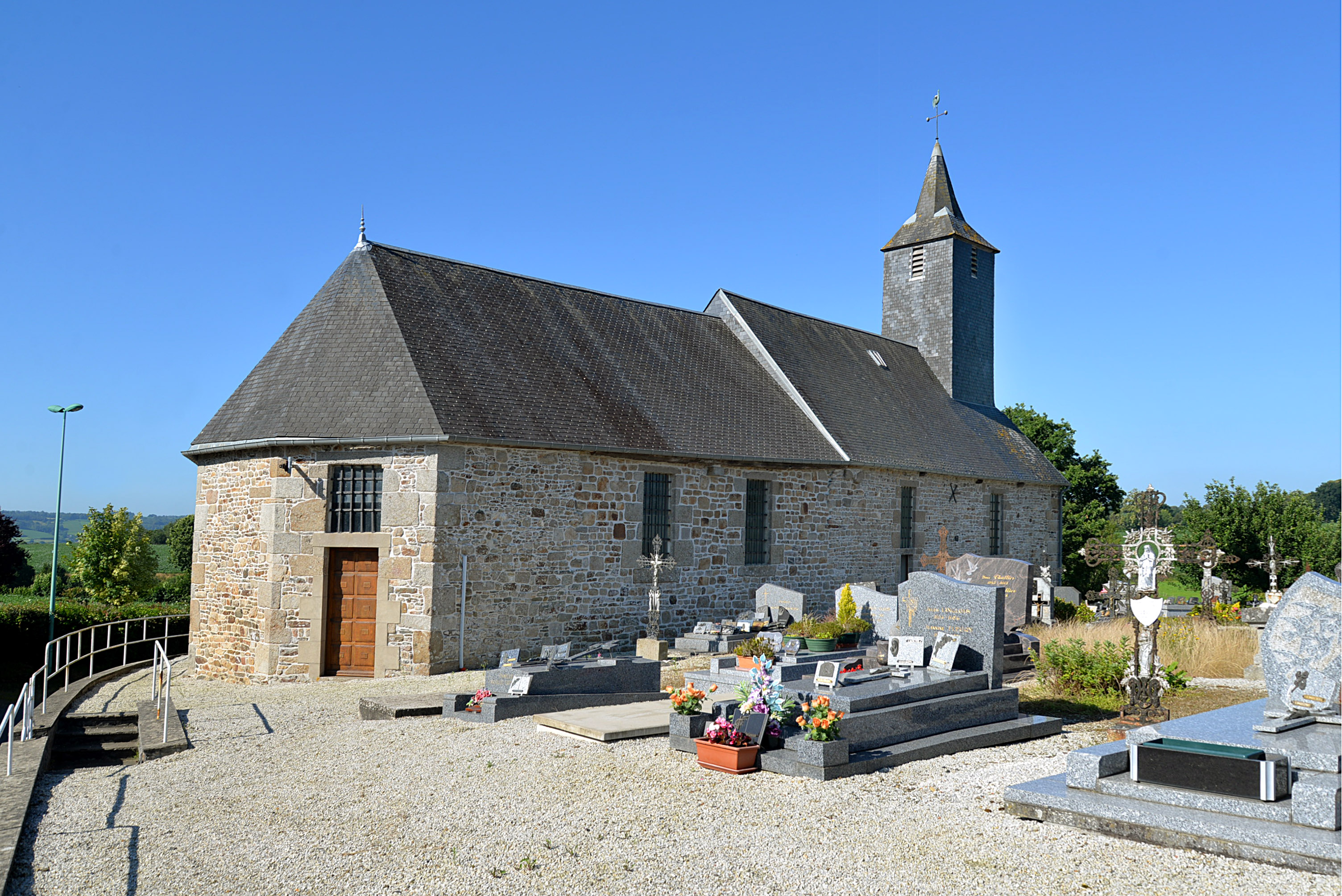
L'église Notre-Dame.
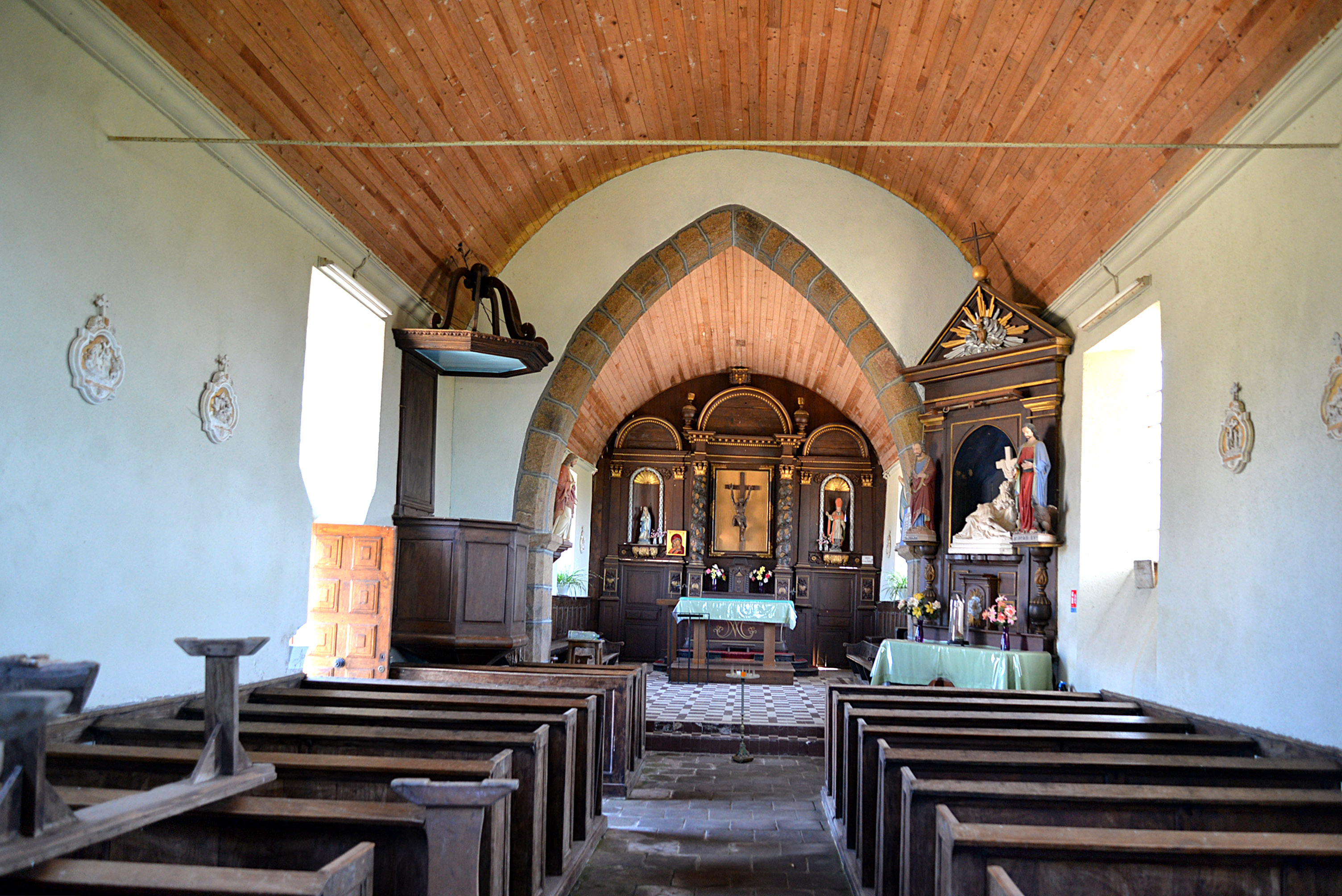
La nef de l'église.
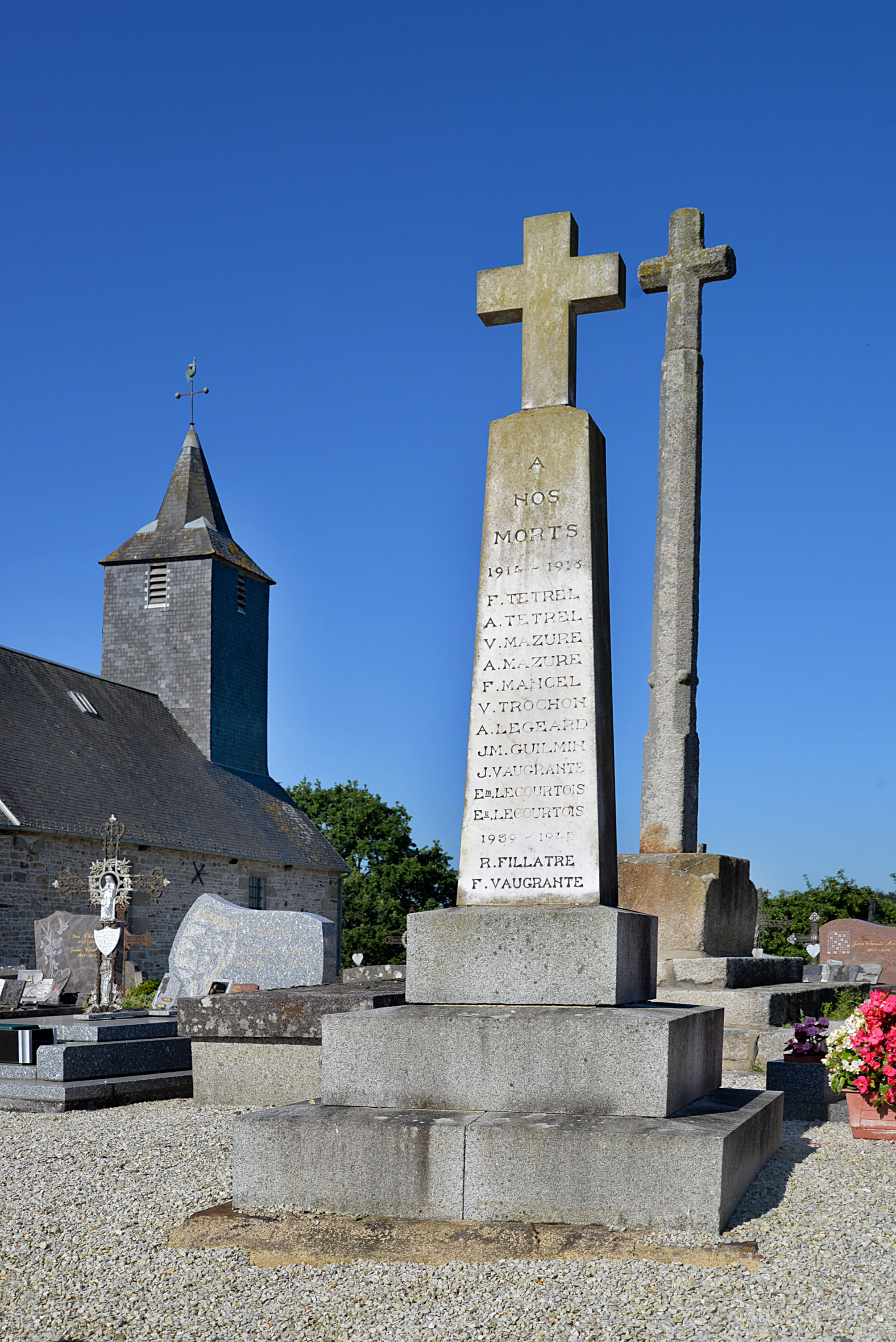
Le monument aux morts.